# Nalliers (Vienne)
Nalliers è un comune francese di 308 abitanti situato nel dipartimento della Vienne nella regione della Nuova Aquitania.

## Società

### Evoluzione demografica
Abitanti censiti